# Fabio Jakobsen
Fabio Jakobsen   (Gorinchem, 31 d'agost de 1996) és un ciclista neerlandès, professional des del 2015. En el seu palmarès destaquen el Campionat nacional en ruta del 2019, quatre victòries d'etapa a la Volta a Espanya, dues el 2019 i dues el 2021, i una etapa al Tour de França. Actualment corre amb l'equip DSM-Firmenich PostNL.
L'agost de 2020 va patir una important caiguda en l'esprint final de la primera etapa de la Volta a Polònia per una acció antireglamentària de Dylan Groenewegen. La caiguda li provocà importants lesions i hagué de ser induït al coma.

## Palmarès
- 2016
  -  Campió dels Països Baixos sub-23 en ruta
  - 1r a la Slag om Norg
  - Vencedor d'una etapa al ZLM Tour
- 2017
  -  Campió dels Països Baixos sub-23 en ruta
  - 1r a la Ster van Zwolle
  - 1r al Gran Premi de Frankfurt sub-23
  - 1r a la Volta a Holanda del Nord
  - Vencedor d'una etapa al Tour de Normandia
  - Vencedor d'una etapa al Tour d'Alsàcia
  - Vencedor d'una etapa al Tour de l'Avenir
  - Vencedor d'una etapa a l'Olympia's Tour
- 2018
  - 1r al Grote Scheldeprijs
  - Vencedor d'una etapa al Tour dels Fiords
  - Vencedor d'una etapa al BinckBank Tour
  - Vencedor d'una etapa a la Volta a Eslovàquia
  - Vencedor de 2 etapes al Tour de Guangxi
- 2019
  -  Campió dels Països Baixos en ruta
  - 1r al Grote Scheldeprijs
  - Vencedor d'una etapa a la Volta a l'Algarve
  - Vencedor d'una etapa a la Volta a Turquia
  - Vencedor d'una etapa a la Volta a Califòrnia
  - Vencedor de 2 etapes a la Volta a Espanya
- 2020
  - 1r al Gran Premi Jean-Pierre Monseré
  - Vencedor d'una etapa a la Volta a la Comunitat Valenciana
  - Vencedor d'una etapa a la Volta a l'Algarve
  - Vencedor d'una etapa a la Volta a Polònia
- 2021
  - 1r a la Fletxa de Gooik
  - 1e a l'Eurométropole Tour
  - Vencedor de 2 etapes al Tour de Valònia
  - Vencedor de 2 etapes a la Volta a Espanya
- 2022
  - 1r a la Kuurne-Brussel·les-Kuurne
  - 1r a l'Elfstedenronde
  - 1r al Campionat de Flandes
  - Vencedor de 2 etapes a la Volta a la Comunitat Valenciana
  - Vencedor de 2 etapes a la Volta a l'Algarve
  - Vencedor d'una etapa a la París-Niça
  - Vencedor de 2 etapes a la Volta a Hongria
  - Vencedor d'una etapa a la Volta a Bèlgica
  - Vencedor d'una etapa al Tour de França
- 2023
  - Vencedor d'una etapa de la Volta a San Juan
  - Vencedor d'una etapa a la Tirrena-Adriàtica
  - Vencedor de 2 etapes a la Volta a Bèlgica
  - Vencedor de 2 etapes a la Volta a Dinamarca
- 2024
  - Vencedor d'una etapa a la Volta a Turquia

### Resultats a la Volta a Espanya
- 2019. 145è de la classificació general. Vencedor de 2 etapes
- 2021. 141è de la classificació general. Vencedor de 2 etapes

### Resultats al Tour de França
- 2022. 130è de la classificació general. Vencedor de 2 etapes
- 2023. Abandona (12a etapa)